# Copa México 1970/71
Die Copa México 1970/71 war die 29. Austragung des Fußball-Pokalwettbewerbs seit Einführung des Profifußballs in Mexiko.
Das Pokalturnier wurde im Anschluss an die Punktspielrunde der Saison 1970/71 ausgetragen. Teilnahmeberechtigt waren die 18 Mannschaften, die in derselben Saison in der höchsten Spielklasse vertreten waren. Weil das Turnier im K.-o.-System ausgetragen wurde und in der ersten Runde alle Mannschaften antreten mussten, womit sich neun Mannschaften für die zweite Runde qualifizierten, kam es wegen des ständigen Überhangs von je einer Mannschaft in den nächsten Runden stets zu einem Freilos. Pokalsieger wurde zum insgesamt vierten Mal der Club León. Ebenfalls zum vierten Mal kam es zu der (unter Profibedingungen der Copa México häufigsten) Finalbegegnung zwischen dem Club León und dem CD Zacatepec. Während die Cañeros 1957 und 1959 die Oberhand behielten, konnten die Esmeraldas sich nach 1958 diesmal zum zweiten Mal durchsetzen und in der direkten Endspielbilanz mit Zacatepec nach Erfolgen gleichziehen.

## Modus
Die Begegnungen wurden im K.-o.-System ausgetragen. Weil in der ersten Runde alle Mannschaften antreten mussten, kamen neun Mannschaften weiter. In der zweiten Runde kam es dann zu vier Begegnungen, wobei sich die vier Sieger ebenso wie eine Mannschaft per Freilos für die dritte Runde qualifizierten. Hier kam es zu zwei Begegnungen und ebenfalls einer Mannschaft, die sich per Freilos für die vierte Runde qualifizierte, die drei Mannschaften erreichten. Dort setzte sich der CD Zacatepec auf sportlichem Wege gegen den CD Cruz Azul durch, während der Club León das Finale per Freilos erreichte.
Während die Erstrundenbegegnungen in Hin- und Rückspielen mit je einem Heimrecht der beiden Kontrahenten ausgetragen wurden, wurden alle anderen Begegnungen in jeweils nur einem Spiel entschieden. Endspielort war das Aztekenstadion in Mexiko-Stadt.

## 1. Runde
Die Begegnungen der ersten Runde wurden zwischen dem 8. und 19. September 1971 ausgetragen.
|                | Gesamt          |                  | Hinspiel | Rückspiel |
| -------------- | --------------- | ---------------- | -------- | --------- |
| CSD Jalisco    | 3:6             | Club León        | 1:4      | 2:2       |
| Club América   | 5:1             | CD Veracruz      | 2:0      | 3:1       |
| CF Monterrey   | 6:5             | CF Atlas         | 4:4      | 2:1       |
| CD Guadalajara | 2:3             | CD Irapuato      | 1:01     | 1:3       |
| CD Cruz Azul   | 4:0             | Club Necaxa      | 0:0      | 4:0       |
| CF Torreón     | 23:02           | CF Laguna        | 3:0      | 0:0       |
| CF Pachuca     | 2:2 (4:2 i. E.) | U.N.A.M.         | 1:0      | 1:2 n. V. |
| CF Atlante     | 4:4 (4:1 i. E.) | Deportivo Toluca | 2:1      | 2:3 n. V. |
| Puebla FC      | 0:0 (2:4 i. E.) | CD Zacatepec     | 0:0      | 0:0 n. V. |

Anmerkungen:
1 Das Hinspiel im Estadio Jalisco von Guadalajara endete 1.1, wurde aber mit 1:0 für den CD Guadalajara gewertet.
2 Das Stadtderby von Torreón wurde tatsächlich in zwei unterschiedlichen Spielorten ausgetragen. Das Hinspiel fand im Estadio Moctezuma, der regulären Heimspielstätte der Diablos Blancos, und das Rückspiel im Estadio San Isidro der Ola Verde statt.

## 2. Runde
Die Begegnungen der zweiten Runde wurden zwischen dem 23. und 26. September 1971 ausgetragen.
|              | Ergebnis               |              |
| ------------ | ---------------------- | ------------ |
| CF Atlante   | 2:2 n. V. (8:10 i. E.) | CD Zacatepec |
| CD Irapuato  | 1:2                    | Club León    |
| CD Cruz Azul | 2:1 n. V.              | Club América |
| CF Torreón   | 1:1 n. V. (7:9 i. E.)  | CF Monterrey |

Freilos: CF Pachuca

## 3. Runde
Die Begegnungen der dritten Runde wurden am 3. Oktober 1971 ausgetragen.
|            | Ergebnis              |              |
| ---------- | --------------------- | ------------ |
| CF Pachuca | 1:1 n. V. (3:6 i. E.) | CD Zacatepec |
| Club León  | 2:0 n. V.             | CF Monterrey |

Freilos: CD Cruz Azul

## 4. Runde
Die Begegnung der vierten Runde wurde am 7. Oktober 1971 ausgetragen.
|              | Ergebnis  |              |
| ------------ | --------- | ------------ |
| CD Cruz Azul | 1:2 n. V. | CD Zacatepec |

Freilos: Club León

## Finale
Das Finale wurde am 10. Oktober 1971 ausgetragen. Es war die erste torlose Finalbegegnung im mittlerweile über sechzigjährigen Bestehen dieses Wettbewerbs (einschließlich der Amateurphase) und durch das anschließende Elfmeterschießen, in dem 19 Treffer fielen, zugleich das bisher torreichste Finale in der Geschichte der Copa México.
|           | Ergebnis               |              |
| --------- | ---------------------- | ------------ |
| Club León | 0:0 n. V. (10:9 i. E.) | CD Zacatepec |

Mit der folgenden Mannschaft gewann der Club León den Pokalwettbewerb der Saison 1970/71:

Ismael García – Guillermo García, Rafael Albrecht, Jorge Ortega, Roberto López – Luis Estrada (Mario Cuevas), Jorge Davino, Salvador Enríquez – José Valdez, Juan José Valiente (Carlos Gómez), Sergio Anaya; Trainer: Antonio Carbajal.